# Calceolaria heterophylla
Calceolaria heterophylla är en toffelblomsväxtart som beskrevs av Hipólito Ruiz López och Pav.. Calceolaria heterophylla ingår i släktet toffelblommor, och familjen toffelblomsväxter. Inga underarter finns listade i Catalogue of Life.